# Bethlehem (Connecticut)
Bethlehem è un comune di 3.596 abitanti degli Stati Uniti d'America, situato nella Contea di Litchfield nello Stato del Connecticut.